# Ono Harutaka
Ono Harutaka (sinh ngày 12 tháng 5 năm 1978) là một cầu thủ bóng đá người Nhật Bản.

## Giải vô địch bóng đá U-20 thế giới
Ono Harutaka được triệu tập vào đội tuyển U-20 Nhật Bản tham dự Giải vô địch bóng đá U-20 thế giới 1997.